# Девять мучеников Кизических
Девять мучеников Кизических (ум. в III веке) — группа христианских святых, проповедовавших в малоазийском городе Кизике и принявших там мученическую смерть. Память в Православной церкви совершается 29 апреля (по юлианскому календарю).

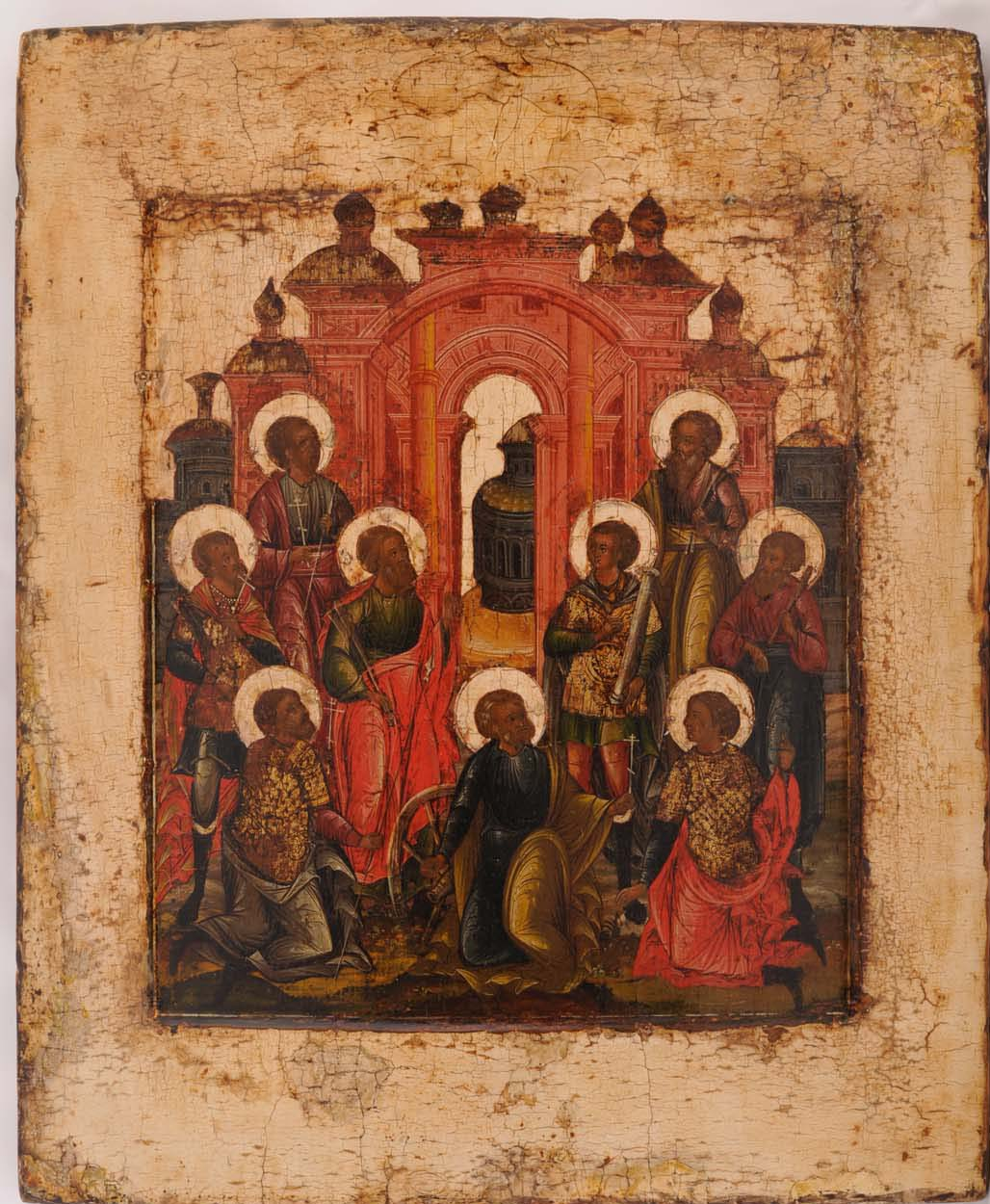

## Жизнеописание
В конце III века население города Кизика было преимущественно языческим, и в него из разных городов пришли девять христиан Феогнид, Руф, Антипатр, Феостих, Артём, Магн, Феодот, Фавмасий и Филимон, которые начали в нём свою проповедь. Они были арестованы, приведены на суд и подвергнуты различным пыткам с целью получить от них отказ от Христа и уговорить принести жертвы языческим богам. Видя упорство мучеников, их обезглавили. Тела святых были выкуплены благочестивым жителем города и погребены за городом.
В правление императора Константина Великого мощи святых были положены в храме, построенном в их честь, и стали почитаться чудотворными. Мученические акты сообщают об исцелении расслабленного, которого положили на гробницу святых, исцеление жителя Кизика от горячки и дизентерии, исцеления бесноватых и парализованных. По народным поверьям, кизические мученики оказывают помощь при телесных болезнях и эпидемиях.